# Jean-Honoré Fragonard

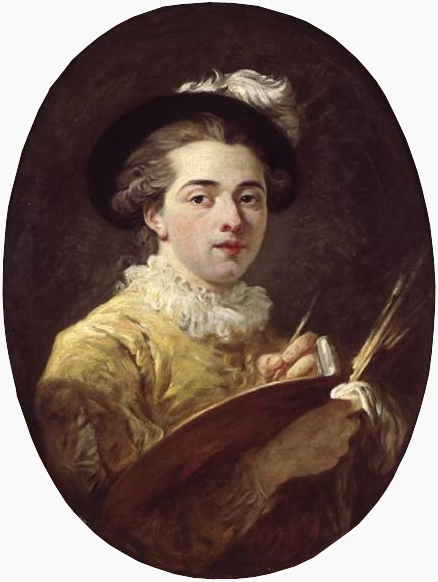
Selbstporträt um 1760–1770

Jean-Honoré Fragonard [ʒã onoˈʀe fʀaɡoˈnɑʀ] (* 5. April 1732 in Grasse, Alpes-Maritimes; † 22. August 1806 in Paris) war ein französischer Maler, Zeichner und Radierer des Rokoko zur Zeit des Ancien Régime.

## Leben und Wirken
Fragonard war ein Sohn eines Handschuhfabrikanten, der 1746 nach seinem finanziellen Ruin mit der Familie nach Paris übersiedelte. Er hatte eine Anstellung bei einem Notar angenommen, die er im Alter von 18 Jahren verließ, um sich der Malerei zuzuwenden. Er wurde zunächst ein Schüler von Jean Siméon Chardin, wechselte jedoch schon nach einem halben Jahr zu François Boucher, dessen Malstil er sich aneignete und konzeptionell weiterentwickelte. Boucher ließ ihn bald Kopien seiner Bilder und Kartons für die Gobelinmanufaktur herstellen. Am 26. August 1752 konnte Fragonard mit seinem Gemälde Jéiroboam sacrifiant aux Idoles den akademischen Rompreis der Pariser École des Beaux-Arts gewinnen. Um sich auf sein Studium in Rom vorzubereiten, besuchte er vom 20. Mai 1753 bis 20. Oktober 1756 Kurse in der École royale des élèves protégés, die von Charles André van Loo geleitet wurde. Am 24. Dezember 1756 kam er an die französische Akademie nach Rom. Hier kopierte er Bilder von Pietro da Cortona, was ihm eine Verlängerung seines Studienaufenthaltes eintrug.
Seine Freundschaft mit dem Ruinenmaler Hubert Robert und mit dem Abbé Jean-Claude Richard de Saint-Non hatte einen fruchtbaren Einfluss auf Fragonard. Saint-Non war Kunstliebhaber und nahm Fragonard 1760 mit zu sich nach Tivoli in die Villa d’Este und regte ihn zu Studien und der Anfertigung von Landschaftsbildern an. Mit seinem Gönner reiste er nach Venedig und im Jahr 1761 nach Neapel. Er erhielt von Saint-Non den Auftrag in Rom Kopien der Deckengemälde der beiden Künstler Agostino und Annibale Carracci im Palazzo Farnese und Werke Pietro da Cortonas im Palazzo Barberini und der Villa Farnesina anzufertigen.
Nach seiner Rückkehr nach Paris im September 1761 wurde Fragonard durch sein Bild Koresos und Kallirrhoe 1765 Mitglied (französisch agréé) der Akademie. Dem herrschenden Geschmack entsprechend, verließ er das Fach der historischen Malerei ganz und wurde zu einem Maler der Erotik und des heiteren Lebensgenusses im Stil von Antoine Watteau. Neben Boucher und Watteau gehört er zu den drei Meistern des französischen Rokoko. Zuvor hatte er zumeist Bilder religiösen und klassischen Inhalts gemalt. Für die Ausbildung seines Kolorits und seiner Kompositionsweise waren seine Studien und Kopien der Werke Rembrandts wichtig, von dem er sich bei seinen visionären Lichtwirkungen beeinflussen ließ. Nach seiner Heirat entstanden eine Reihe von Schilderungen häuslicher und familiärer Szenen. 1773 reiste er erneut nach Italien bis Neapel und kehrte über Venedig, Wien, Dresden, Leipzig, Frankfurt und Straßburg zurück nach Paris. Auf der Reise fertigte er zahlreiche Kopien und Zeichnungen. Anschließend malte er unter anderem Bildnisse von Schauspielern und Schauspielerinnen, stellte Miniaturen, Radierungen und Zeichnungen her oder illustrierte Bücher, so beispielsweise den Rasenden Roland, Don Quichote oder die Veillées der Mme Félicité de Genlis.
In der Französischen Revolution verlor Fragonard zwar sein durch zahlreiche Staffelei- und Dekorationsmalereien erworbenes Vermögen, überstand sie aber unter dem Schutz von Jacques-Louis David stehend ansonsten recht unbeschadet, trotz seiner früheren Verbindungen zu adeligen Kreisen. Da er sich der neuen klassizistischen Richtung nicht mit Erfolg anzuschließen vermochte und immer weniger Werke schuf, starb er letztlich in Armut und Vergessenheit.
Fragonards Bilder wurden von den bekanntesten Kupferstechern seiner Zeit reproduziert; zudem schuf er selbst Kupferstiche nach eigenen Motiven und nach Giovanni Lanfranco, Sebastiano Ricci, Giovanni Battista Tiepolo und anderen.

## Familie
Am 17. Juni 1769 heiratete Fragonard im Alter von 37 Jahren die junge Miniaturmalerin Marie-Anne (geborene Gérard; 1745–1823), die seine Schülerin war. Ihre Schwester war die Malerin Marguerite Gérard.
- eine Tochter, die früh verstarb[3]
- Alexandre-Évariste Fragonard (Oktober 1780–10. November 1850) wurde Bildhauer und Maler[4]
  - Etienne-Théophile-Evariste Fragonard (2. Februar 1806–23. Juli 1876) wurde Formschneider, Lithograf, Maler und Zeichner und war ab 1847 als Blumen- und Figurenmaler in der Porzellanmanufaktur in Sèvres tätig.[5]

Sein Schwager, der Kupferstecher Henri Gérard (aktiv von 1789 bis 1809), lebte ab 1769 zunächst in seiner Familie und fertigte Kupferstiche seiner Werke an. Sein Cousin Honoré Fragonard (1732–1799) war Anatom und Präparator.

## Ehrungen
Der Asteroid (8235) Fragonard ist seit 1999 nach ihm benannt.

## Ausstellungen (Auswahl)
- 2. Februar bis 7. Mai 1988: Fragonard’s The Progress of Love im Metropolitan Museum of Art (The Frick Collection)[7]
- 30. November 2013 bis 23. Februar 2014: Fragonard, Poesie & Leidenschaft in der Staatlichen Kunsthalle in Karlsruhe. Fragonard, Poesie & Leidenschaft. Deutscher Kunstverlag, Berlin 2013, ISBN 978-3-422-07214-5 (archive.org – Leseprobe).
- 13. Dezember 2019 bis 13. April 2020: Goya, Fragonard, Tiepolo : die Freiheit der Malerei in der Hamburger Kunsthalle, Huybertus-Wald-Forum.[8][9]

## Werke (Auswahl)
Von Fragonards frühen Studien sind einige in das Museum in Besançon gekommen. Andere erschienen von 1761 bis 1763 als Différentes vues dessinées d’aprés nature dans les environs de Rome et de Naples par Robert et Frago. Sein Arbeitsstil zeichnet sich durch eine flockige und lockere Malweise aus (ähnlich Tiepolo). Dadurch wirken seine Figuren weniger porzellanhaft und lebendiger als die Bouchers. Teilweise erinnert seine grobe Pinselführung an Werke von Frans Hals und ist wie bei diesem vorausweisend auf den Impressionismus. Einige seiner Radierungen, die Bacchanale erschienen 1763 und sein Hauptblatt L’armoire im Jahr 1778. Er signierte seine Bildnisse des Öfteren mit der Abkürzung Frago, jedoch zumeist ohne sie zu datieren. Einige seiner Zeichnungen erschienen in dem Buch Jean Honoré Fragonard, ausgewählte Handzeichnung.
- 1752: Jéroboam sacrifiant aux Idoles (Rompreis)
- 1754: Psyché fait voir à ses soeurs les pésents de l’Amour
- 1755: Le Sauveur lavant les pieds des Apôtres (Kathedrale von Grasse)
- 1770: Die junge Leserin (National Gallery of Art, Washington)
- Koresos und Kallirrhoe
- Johannes der Täufer
- Education de la vierge
- Anbetung der Hirten (Museum Lille)
- Heimsuchung

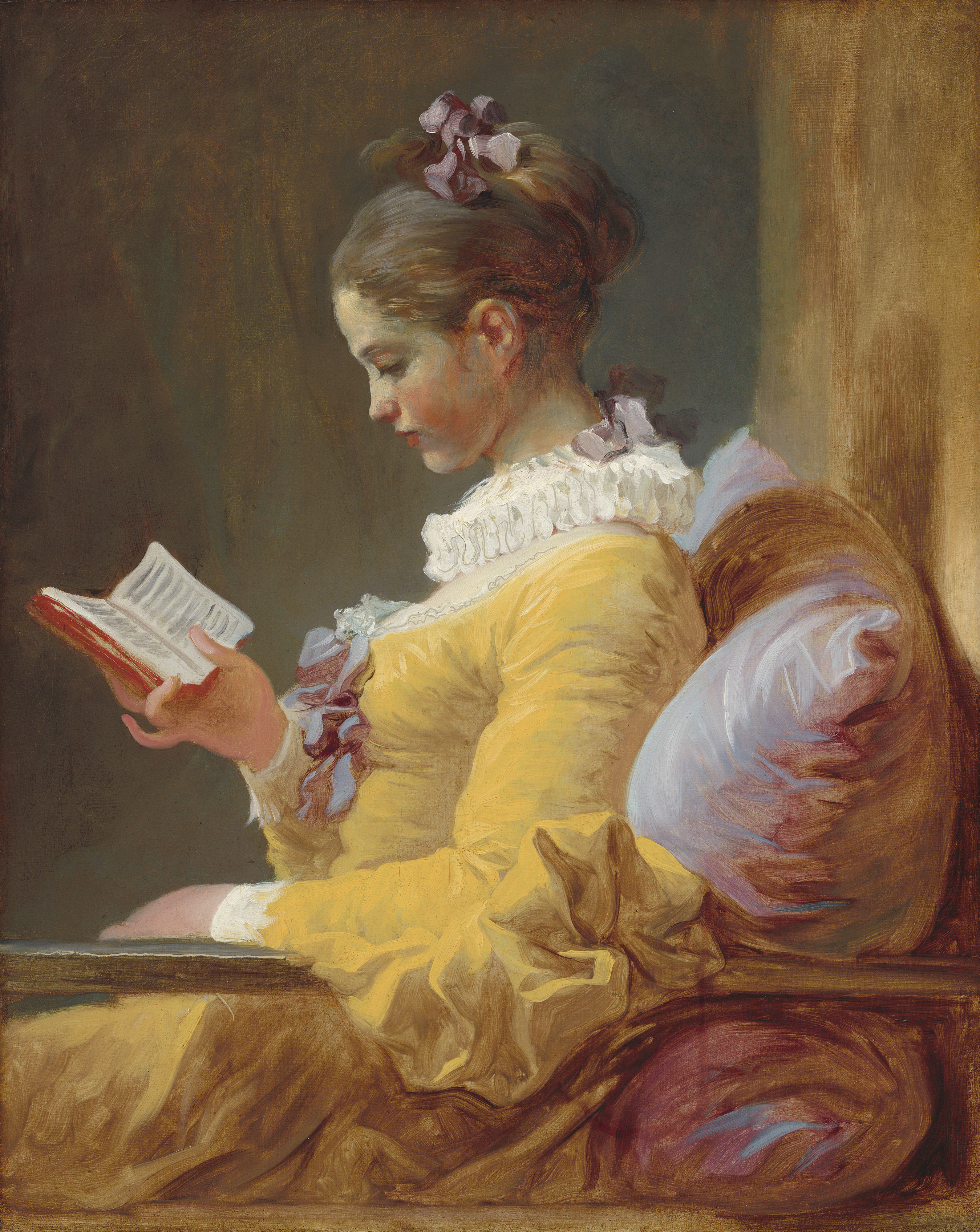
Die junge Leserin
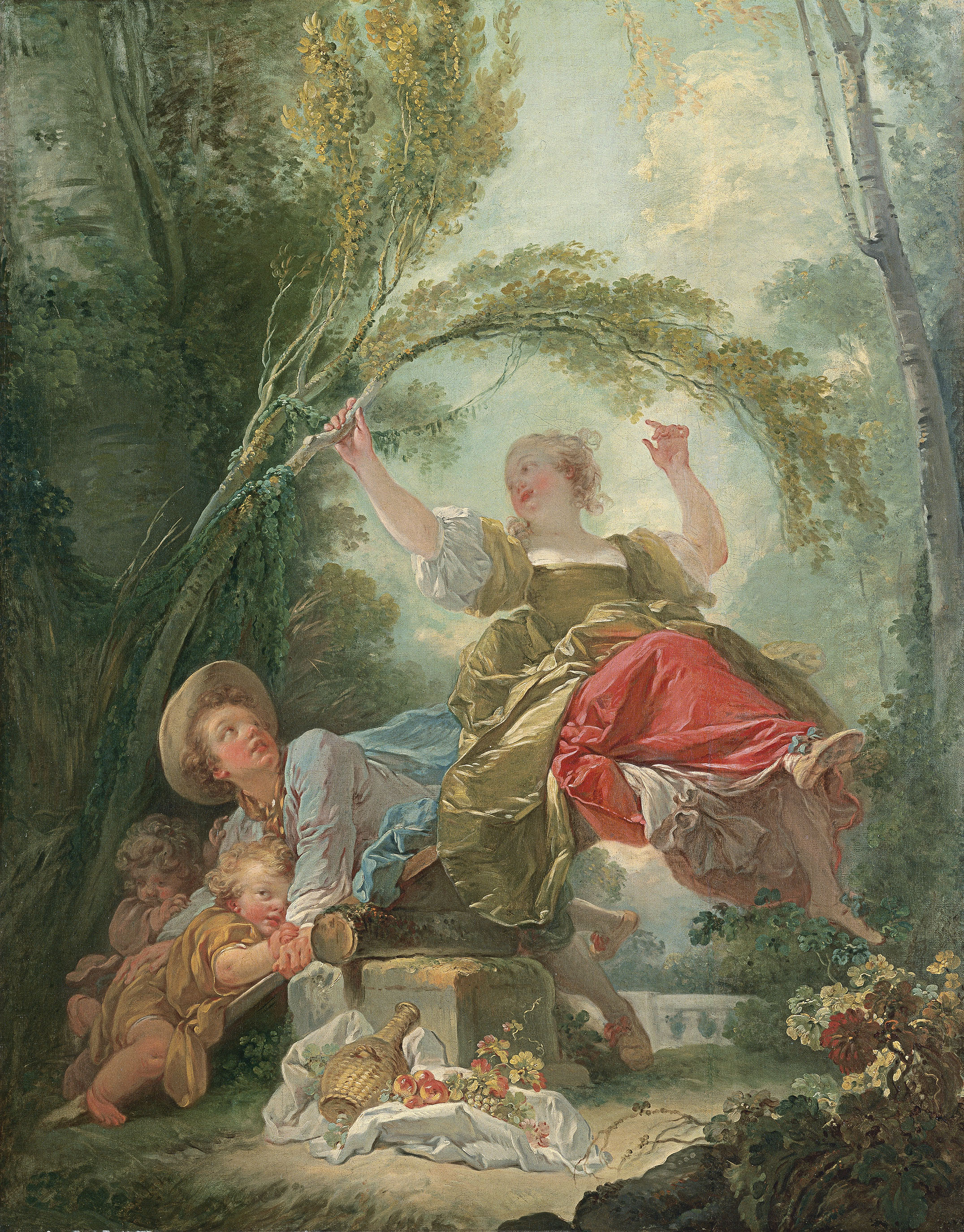
Die Wippe
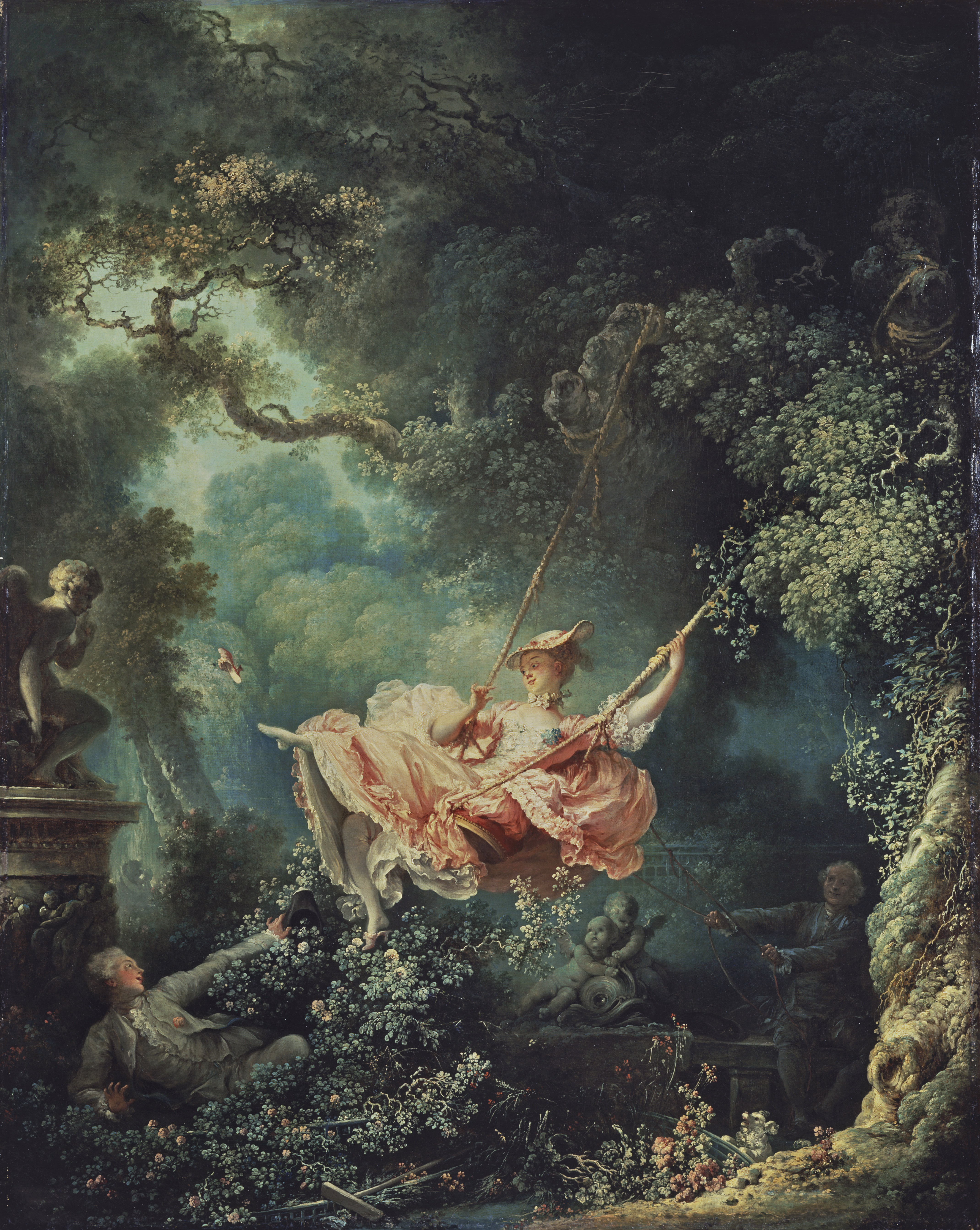
Die Schaukel
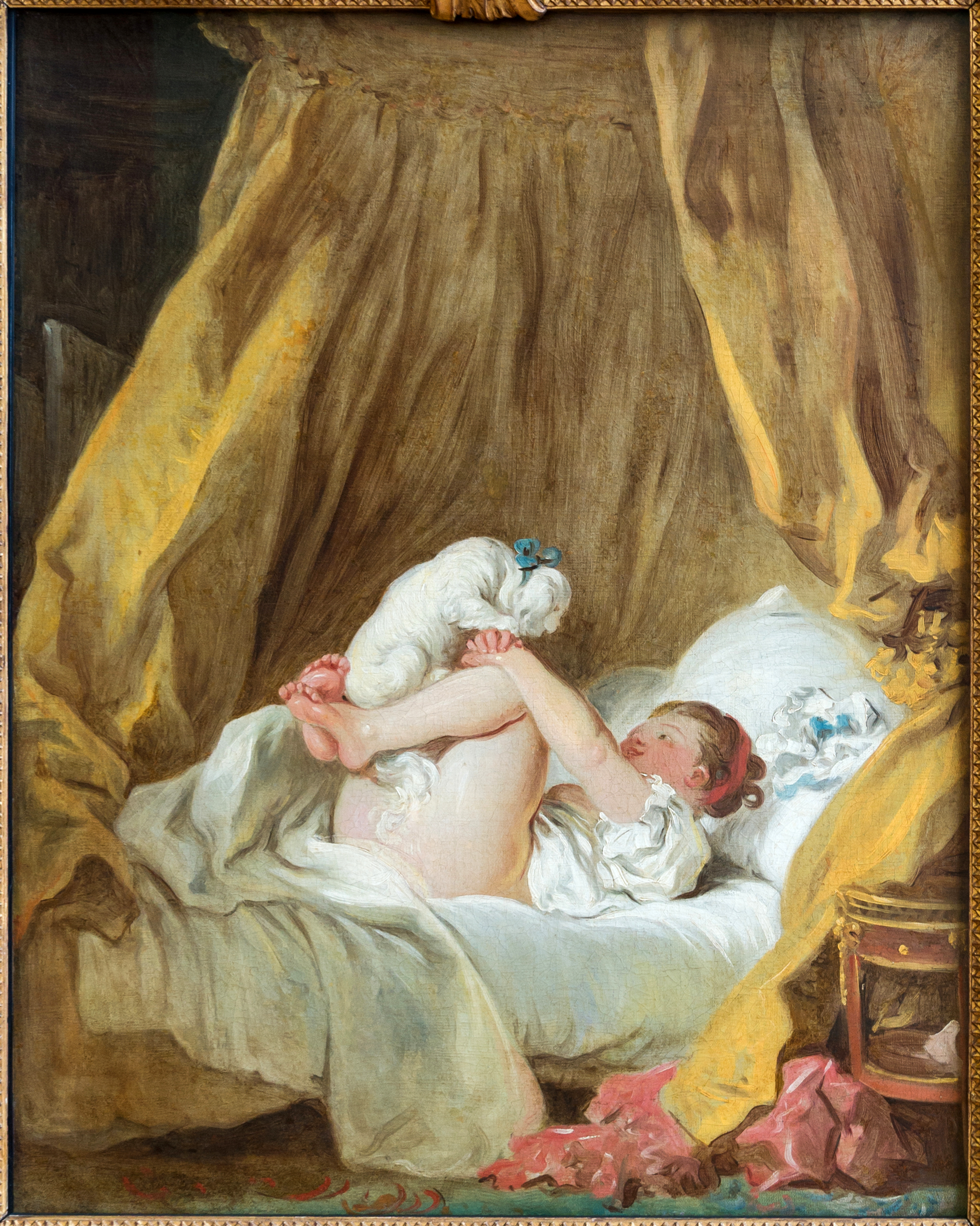
Mädchen mit Hund
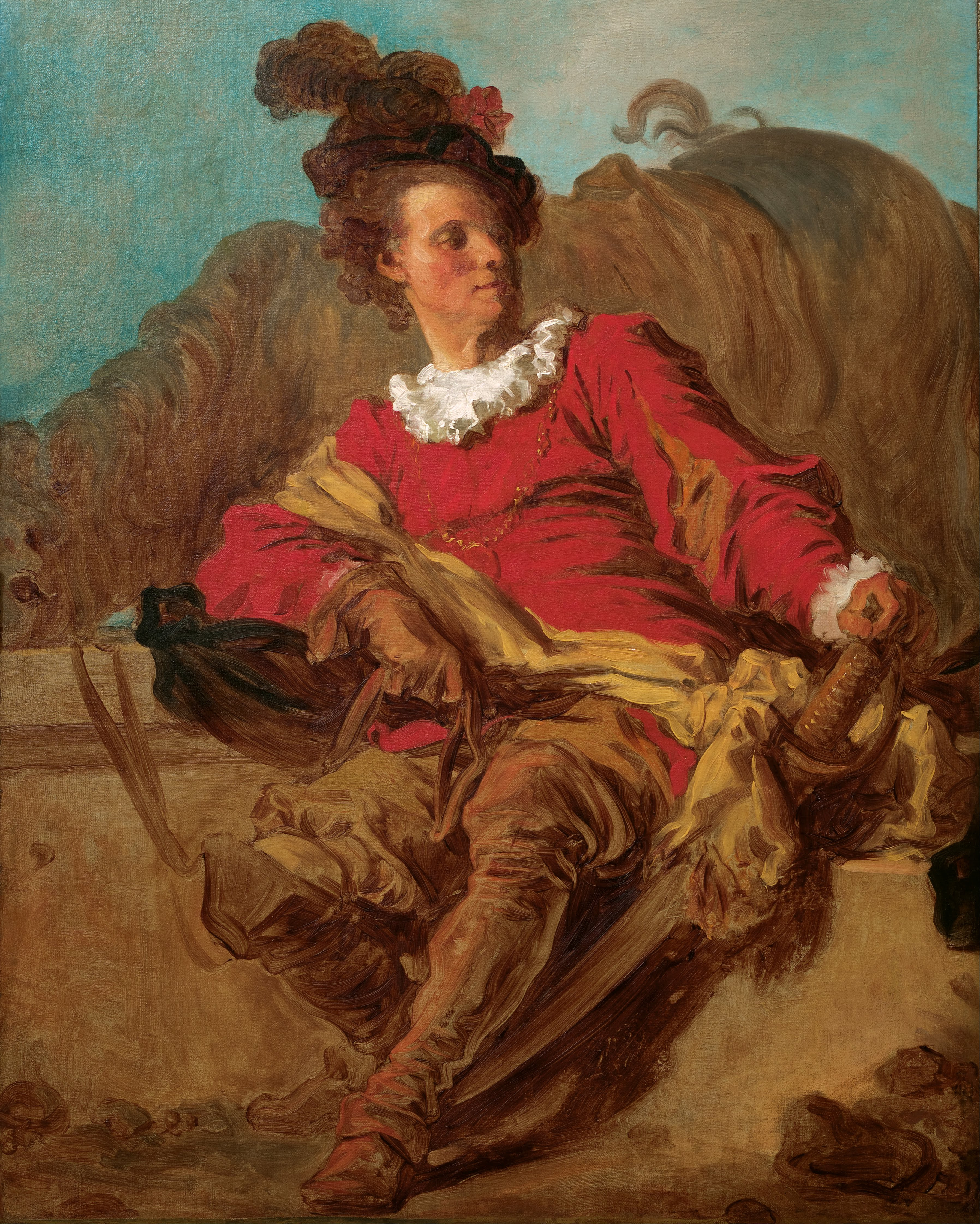
Jean-Claude Richard de Saint-Non
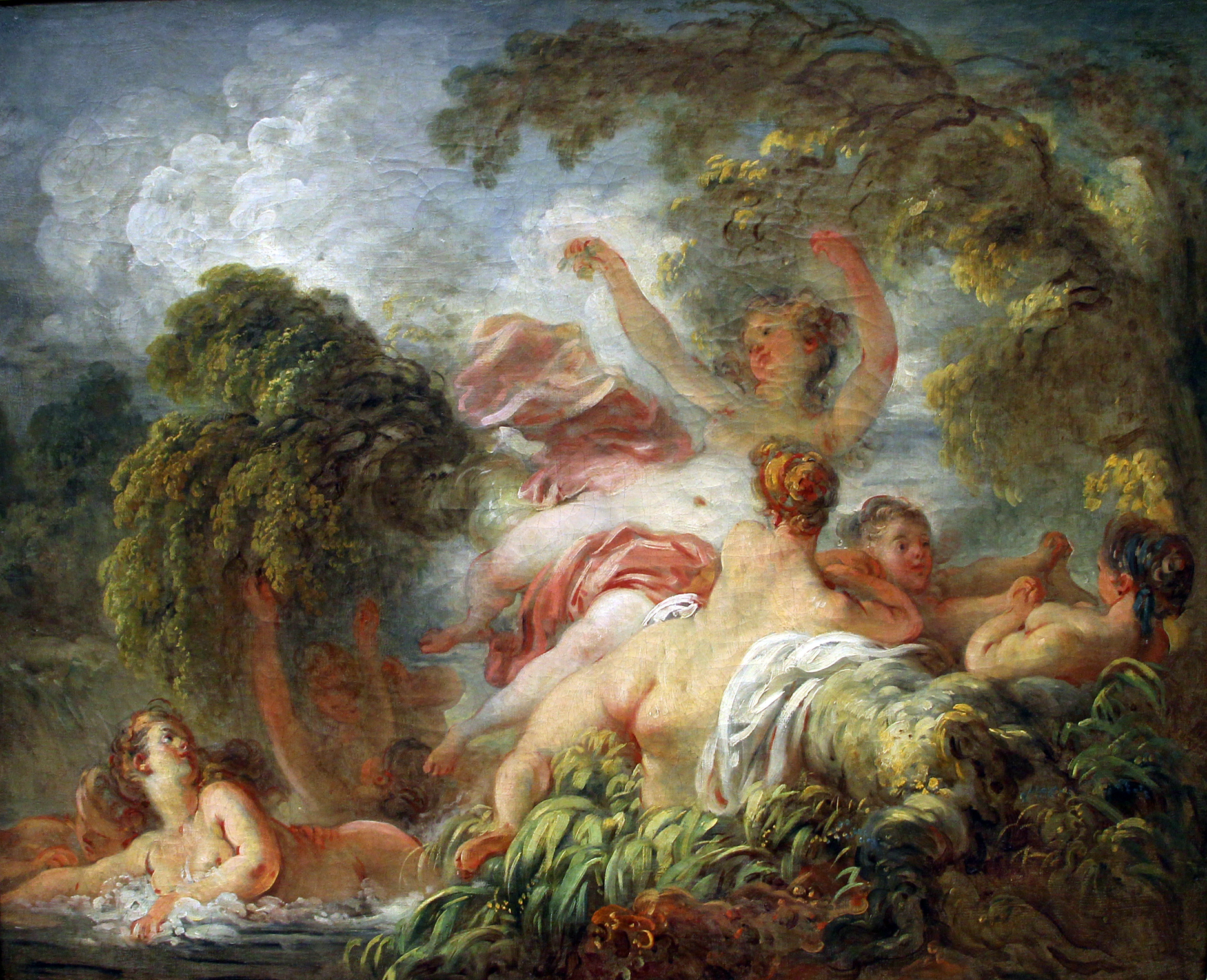
Die Badenden